# ریگ‌آباد (مسکون)
ریگ‌آباد یک روستا در ایران است که در بخش جبالبارز شهرستان جیرفت واقع شده‌است. ریگ‌آباد ۱۰۷ نفر جمعیت دارد.